# 科莫蒂尼
科莫蒂尼（希臘語：Κομοτηνή）是希腊东马其顿和色雷斯大区罗多彼专区的市镇，为所属大区及专区的首府。西距塞萨洛尼基282公里，北距保加利亚边境23公里，东距土耳其100公里。市镇面积为644.93平方公里，2021年人口数量为65,243人。

## 历史
科莫蒂尼位于历史上的色雷斯地区，1363年被奥斯曼帝国占领，1913年在第一次巴尔干战争中改城被保加利亚占领。第一次世界大战结束后，作为同盟国的保加利亚王国战败，同协约国签订《纳伊条约》，将科莫蒂尼以及西色雷斯地区割让给希腊王国。科莫蒂尼目前是希腊主要的土耳其穆斯林聚居区，城市人口中土耳其穆斯林占到50%。

## 市镇
现今范围的市镇设立于2011年地方政府改革中，由原3个市镇合并而成，原市镇则成为此市镇的3个市区。科莫蒂尼市区（即原科莫蒂尼市镇）的面积为385.386平方公里，2021年人口数量为60,160人。